# トマス・ハバード (外交官)

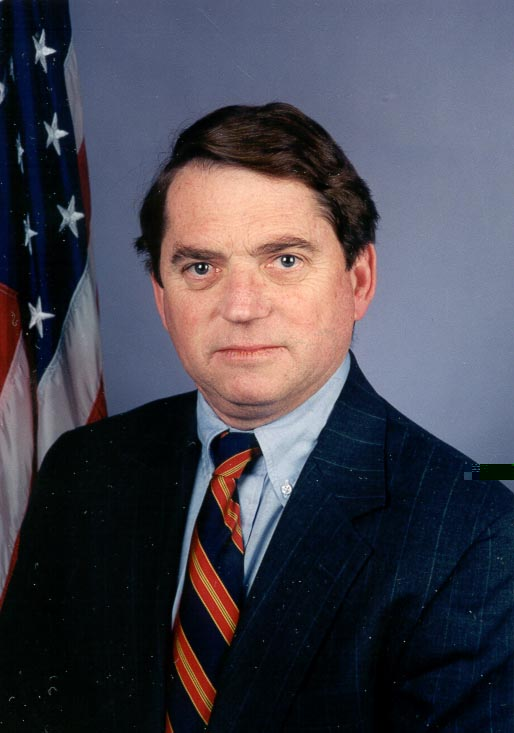
トマス・ハバード

トマス・ハバード（Thomas C. Hubbard、1943年 - ）は、アメリカ合衆国の外交官。

## 生涯
1943年にケンタッキー州にて誕生。アラバマ大学では、学生友愛会ファイ・ベータ・カッパに所属していた。1965年アラバマ大学卒、国務省入省。
在ドミニカ米国大使館を経て、1969年に日本・横浜の国務省日本語研修所にて日本語研修。続いて在福岡米国領事館で経済担当官。1971年から1973年まで、東京の在日本米国大使館政治部。1973年から1975年まで、国務省本省の東アジア・太平洋局日本部にて経済担当官。1975年1月、経済協力開発機構米国代表部勤務となり、フランス・パリに赴任。エネルギー担当官などを務めた。1978年8月にパリでの勤務を終え、再び在東京大使館政治部に勤務。
1981年にワシントンD.C.に帰国。1982年まで共和党下院議員ジム・リーチ（アイオワ州選出）の議会補佐官を務めた後、国務省人事局にて教育・連絡の担当官として勤務。1984年から1985年まで東アジア・太平洋局フィリピン部にて副部長。1985年6月から1987年まで東アジア・太平洋局日本部長。1987年から1990年まで駐マレーシア首席公使。1989年に公使参事官に昇級。1990年から1993年まで駐フィリピン首席公使。1993年から1996年まで首席国務次官補代理（東アジア・太平洋担当）。1996年から2000年まで駐フィリピン大使および駐パラオ大使。2001年から2004年まで駐韓国大使。